# Turbo-Folk
Turbo-Folk ist ein Musikgenre, das sich vor allem in Südosteuropa entwickelt hat und dort breite Bevölkerungsschichten erreicht. Turbo-Folk mischt traditionelle Volksmusik und Schlager mit Rock, Pop und Techno; elektronische Instrumente werden verstärkt eingesetzt. Die Musikrichtung begann sich Ende der 1970er Jahre zu entwickeln, um im Laufe der 1980er Jahre populär zu werden. Der Turbo-Folk ist im gesamten Gebiet des ehemaligen Jugoslawiens populär, wobei das Zentrum der Turbo-Folk-Bewegung bis heute hauptsächlich Serbien ist.

## Entwicklung
Die Entwicklung des Turbo-Folk aus der traditionellen serbischen Volksmusik begann Ende der 1970er Jahre. Bis dahin wurde Volksmusik hauptsächlich mit traditionellen Musikinstrumenten gespielt, vor allem dem Akkordeon. Der Bass war meistens der klassische Kontrabass, das Schlagzeug höchstens eine Snaredrum, meist aber Bongos. Mitte bis Ende der 1970er Jahre nahm das Genre der Narodna Muzika (Volksmusik) eine größere Formenvielfalt an – nicht selten waren sogar ganze klassische Orchester zu hören, vor allem bei Darbietungen des Sängers Šaban Šaulić. Zu jener Zeit gab es allerdings nur wenige andere Sänger und Interpreten, die heute noch nennenswert wären.
Mit der Entwicklung von Studiotechnik und elektronischen Instrumenten ging auch die Entwicklung der jugoslawischen Folkmusik einen Schritt nach vorn. War es in den 1970ern eher die ältere Generation, die solche Musik hörte, wuchs nun eine junge Generation von Menschen heran, was zur Veränderung des Volksmusikstils beitrug. In Belgrad formierte sich eine Schar junger Musiker um Saša Popović, der später gemeinsam mit Lepa Brena Musikchef des Plattenlabels Grand Production wurde. Plötzlich hörte man Rhythmen aus der Popmusik, Keyboards, ungewöhnliche Effekte, neue Gesichter und poppige, teils sogar „ungezogene“ Texte, die man so bis dahin in dieser Musikrichtung nicht zu hören bekam. Der größte Star der jugoslawischen Musikszene war Lepa Brena („Die schöne Brena“). Begleitet wurde sie von der Band (vorher sprach man von Orchestern oder Ensembles) Slatki Greh („Die süße Sünde“), deren Frontman Saša Popović war. Die Gruppe landete viele Hits wie Čačak, Mile voli disko („Mile liebt Disco“), Hajde da se volimo („Lass uns Liebe machen“), Luda za tobom („Verrückt nach dir“), Čik pogodi („Rate mal“). Ihr Lied Mače moje („Mein Kätzchen“) wurde 1985 wegen ihres angeblich vulgären Textes verboten. Neben den neuen Sängern sangen solche Hits nun auch die älteren und etablierten Musiker, die sich sehr schnell, bis 1985, dem neuen Musikstil anpassten. Einige Beispiele für diesen Trend sind das Orchester von Mirko Kodić, Dragan Knežević, Dragan Stojković „Bosanac“ und Novica Nikolić „Patalo“.
Das Akkordeon wird zwar heute noch benutzt, jedoch ist es zu einem der vielen Nebeninstrumente geworden, weil der größte Teil der Töne von Keyboards stammt. Ebenso verhält es sich mit dem Schlagzeug, welches dem Drumcomputer gewichen ist. Die Entwicklung nahm vielfältige und teils bizarre Formen an: ein Sänger mit dem Künstlernamen „Louis“, der wie ein buddhistischer Mönch gekleidet war und einen Kahlkopf mit langem Schnauzbart hatte, verzeichnete eine erfolgreiche Karriere. Sein Lied Ne kuni me majko („Verfluche mich nicht, Mutter“) war einer der größten Hits in den 1980er Jahren. Plötzlich hörten auch viele Personen zu, die Folkmusik bis dahin nicht so gerne hörten und die Branche wuchs rapide.
Der Begriff Turbo-Folk tauchte erst Anfang der 1990er Jahre für ein neues Subgenre der Volksmusik auf. Im „offiziellen“ Sprachgebrauch (z. B. in Medien) bezeichnet man die Musikrichtung oft als „neukomponierte Volksmusik“ (novokomponovana narodna muzika). Der alternative Musiker und Sänger Rambo Amadeus, der in den Städten des ehemaligen Jugoslawien bei der Jugend große Popularität genoss, soll den Begriff Turbo-Folk erfunden haben. Die Bezeichnung, anfangs noch als Spottname für diese Musikrichtung gebraucht, bürgerte sich allmählich ein. Zu dieser Zeit waren einige Wegbereiter aus den 1980er Jahren, die Elemente aus Rock und Pop in ihre Musik einbrachten, auf dem Zenit ihres Erfolges, wie zum Beispiel alle Sänger von Južni Vetar, Halid Muslimović, Lepa Brena und Zorica Brunclik. In den 1990ern tauchten neue Musikstile auf, etwa House und Techno, die sich in der damals von kurzlebigen modischen Trends dominierten serbischen Folkmusik niederschlugen. Zu jener Zeit waren die einflussreichsten Studiomusiker die „Futa & Zlaja Band“ und Perica Zdravković, die sich von Južni Vetar getrennt hatten, später auch Srki Boy. Mit diesen Musikern haben fast alle Turbo-Folk-Sänger ihre Alben aufgenommen.
Bald bekam die neue Musikrichtung, die vor allem von Jugendlichen gehört wurde, von Kritikern den Namen Turbo-Folk. Die bekanntesten Sänger jener Zeit waren: Nino, Mira Škorić, Džej Ramadanovski, Snežana Babić und Ceca Ražnatović. Später sprangen auch viele etablierte Musiker auf den Zug auf, was der Karriere der meisten mehr schadete als nutzte. Ende der 1990er Jahre kehrten so gut wie alle typischen Vertreter des Turbo-Folk ihm wieder den Rücken.
Anspruchsvolle Produktionen gab es zu jener Zeit kaum. Auf der Bühne und in Video-Clips kamen viel brachiale Erotik und eine eigene, kühle und künstliche Ästhetik zum Einsatz.
Heutzutage gibt es zwar noch den Begriff Turbo-Folk, aber der Musikstil änderte sich. Viele der ehemaligen Sänger machen wieder teils anspruchsvolle Narodna muzika (Volksmusik), was als Rückbesinnung gewertet wird. Das Publikum hielt nichts mehr vom dröhnenden und wenig innovativen Einheitsbrei. Turbo-Folk basiert heute weniger auf Techno, sondern verstärkt auf arabischen Rhythmen. Viele Komponisten halten sich nicht mehr bedingungslos an modische Trends und sind innovativer, wodurch ein großer Variantenreichtum entstanden ist.
Turbo-Folk ist fast ausschließlich in Ländern des ehemaligen Jugoslawien zu hören. Dort wurde er oft in der Werbung (zum Beispiel für Nike und Coca-Cola) und als Hintergrundmelodie in Spielfilmen benutzt. Die Masse der Sänger ist groß, die Qualität der Musik dagegen oft gering. Viele Sänger beenden ihre Karriere schon nach dem ersten Album, weil nicht genügend Nachfrage besteht.
Politisch war Turbo-Folk seit Anfang der 1990er mit den Nationalismen des ehemaligen Jugoslawiens verbunden, seit Mitte des Jahrzehnts ist jedoch eine stetige Entpolitisierung zu erkennen, die die internationale Vermarktung der Künstler im südosteuropäischen Raum vereinfacht. So spaltete sich die Entwicklung zwischen der volkstümlichen Musik (Narodna Muzika) und dem Turbo-Folk. Viele Sänger sind bei der volkstümlichen Variante geblieben und finden gegenwärtig hauptsächlich bei älteren Personen ihre Anhänger.

## Verbreitung
Die Musik wird auch in Kroatien, Bosnien und Herzegowina, Montenegro und Nordmazedonien gehört. Zu den bekanntesten Interpreten aus diesen Ländern gehören Severina Vučković und der bosnisch-serbische Sänger Mile Kitić. Auch in Kroatien besteht der Begriff fast nur als Fremdbezeichnung, da auch dort kaum ein Interpret oder eine Interpretin ihre Musik als Turbo-Folk bezeichnen würde. In Slowenien gibt es ebenfalls eine Szene, diese ist allerdings eher im Süden des Landes beheimatet.
Ein großes Verdienst dieser Musikrichtung, die auch weit jenseits der Grenzen des ehemaligen Jugoslawien gerne gehört wird (Rumänien, Türkei, Griechenland, Bulgarien), gebührt der Formation Južni Vetar, Die Band, gegründet vom Musiker Miodrag M. Ilić, feiert seit 1982 bis heute große Erfolge. Darüber hinaus wird der Begriff Južni Vetar in Südosteuropa inzwischen als eigenständige Musikrichtung verstanden, besonders in Bosnien. Der Musikstil ist eine Kombination aus serbischer Volksmusik, orientalischen Klängen und einer Prise Rockmusik. Generell sind die Rhythmen bei Južni Vetar schneller als in der „gewöhnlichen“ Volksmusik (Narodna Muzika).  Die größten Namen der jugoslawischen Volksmusik haben ihren enormen Erfolg Miodrag M. Ilić zu verdanken. Darunter fallen: Mile Kitić, Kemal Malovčić, Sinan Sakić, Dragana Mirković, Šemsa Suljaković, Indira Radić, Ivan Kukolj Kuki und sehr viele mehr. Die „Zentrale“ von Južni Vetar befindet sich mitten in Belgrad – das Studio MMI. Die klassische Besetzung war: Miodrag M. Ilić (Bass), Perica Zdravković (Akkordeon, Keyboards), Sava Bojić (Gitarren). Von 1991 bis 1999 war Branislav Vasić (Akkordeon, Keys) statt P. Zdravković und Sava Bojić Mitglied von Južni Vetar, was im Allgemeinen als schwächste Phase angesehen wird. Seit dem Jahr 2000 ist wieder Sava Bojić zur Band zurückgekehrt, was zu einer Rückkehr zum alten Stil geführt hat. Južni Vetar hat bis heute weit über 15 Millionen Tonträger verkauft und hat eine eigene TV-Station sowie eine eigene Plattenfirma namens JuVekomerc.
Ein weiterer großer Name in dieser Szene ist Lepa Brena, die als erste Anfang der 1980er Jahre Discoelemente in die Volksmusik einbrachte, in Verbindung mit dem damals noch sehr unüblichen sexy Image und mit Titeln wie z. B. Mile voli Disko („Mile liebt die Disco“).
Die bekanntesten Turbo-Folk-Sänger geben weltweit überall dort Konzerte, wo sich ex-jugoslawische Diasporaangehörige finden. Die für Veranstaltungen und Konzerte meistbesuchten amerikanischen Städte sind Chicago und Los Angeles und in Europa Zürich, Wien und Stuttgart.
Die Plattenfirmen Hayat Production aus Bosnien und Herzegowina sowie Grand Production aus Serbien haben einen Großteil der Turbo-Folk-Interpreten und -Musiker des ehemaligen Jugoslawien unter Vertrag. Darüber hinaus gibt es noch zahlreiche kleiner Verleger.
„Jugoslawischer“ Turbo-Folk ist auch im europäischen Ausland bekannt (am meisten in Rumänien, Bulgarien, und Italien), da diese trotz des zum Teil starken orientalischen Flairs im Gegensatz zu griechischer und türkischer Volksmusik für Außenstehende nachvollziehbarer ist und ihm eine weniger melodiöse Schwermut eigen ist.

## Musikalische Stilmittel
Gesanglich bedient man sich im Turbo-Folk dem orientalisch inspirierten Verlängern und Modulieren der emotionalsten Passagen im Stück. Dies wird für westliche Ohren oft als „Jammern“ oder gar „Heulen“ empfunden. Rhythmisch wird in der Regel ein 4/4-Takt, 2/4 oder seltener auch ein 7/8-Takt verwendet. Das Schlagzeug ist oft betont auf dem zweiten und vierten Schlag. Der dritte Schlag ist oftmals versetzt, wodurch eine mitreißende und lockere Rhythmik entsteht. Es lassen sich auch Einflüsse aus dem lateinamerikanischen Rumba erkennen. Ein anderer wesentlicher Teil der Lieder ist im Gegensatz dazu rhythmisch stark vom Techno oder House der 1990er und 2000er geprägt, mit einem harten konsequenten 4/4-Takt. Die Instrumentierung bedient sich in den Zwischenspielen im Wesentlichen dem Akkordeon, Blechbläsern, Streichern und Holzbläsern. Die Klangerzeugung ist dabei oftmals am Synthesizer stark nachbearbeitet. Ebenso werden rein synthetische Klänge verwendet, die in den 1980ern auf den frühen modernen Synthesizern beruhen. Typisch war die Verwendung des Yamaha DX11 in den frühen Kompositionen. Die synthetischen Klänge werden oftmals moduliert und gebunden gespielt (Glide/Portamento). Charakteristisch ist die Verwendung von vielen Trillern. Das Akkordeon wird oftmals zweistimmig mit der oberen oder unteren Terz gespielt. Die Kombination der Zweistimmigkeit und der Triller ist auch für erfahrene Spieler sehr schwierig und anspruchsvoll. Daher werden die Terzen oftmals automatisch vom Synthesizer erzeugt. In einigen Stücken wird die Tonleiter dahingehend modifiziert, dass eine orientalisch wirkende Melodik entsteht. Trotz des orientalischen Einflusses werden Vierteltonabstände nicht verwendet. Die Akkordfolgen sind mit denen der westlichen Pop- und Rockmusik vergleichbar.
Die Mischung aus volkstümlichem, westlichen Pop-Rock sowie arabischen und südamerikanischen Elementen wirkt insgesamt als emotional und gleichzeitig fröhlich mitreißend. Diese Kombination macht auch den Einsatz auf Tanzveranstaltungen und in Diskotheken möglich.